# 半主动雷达制导

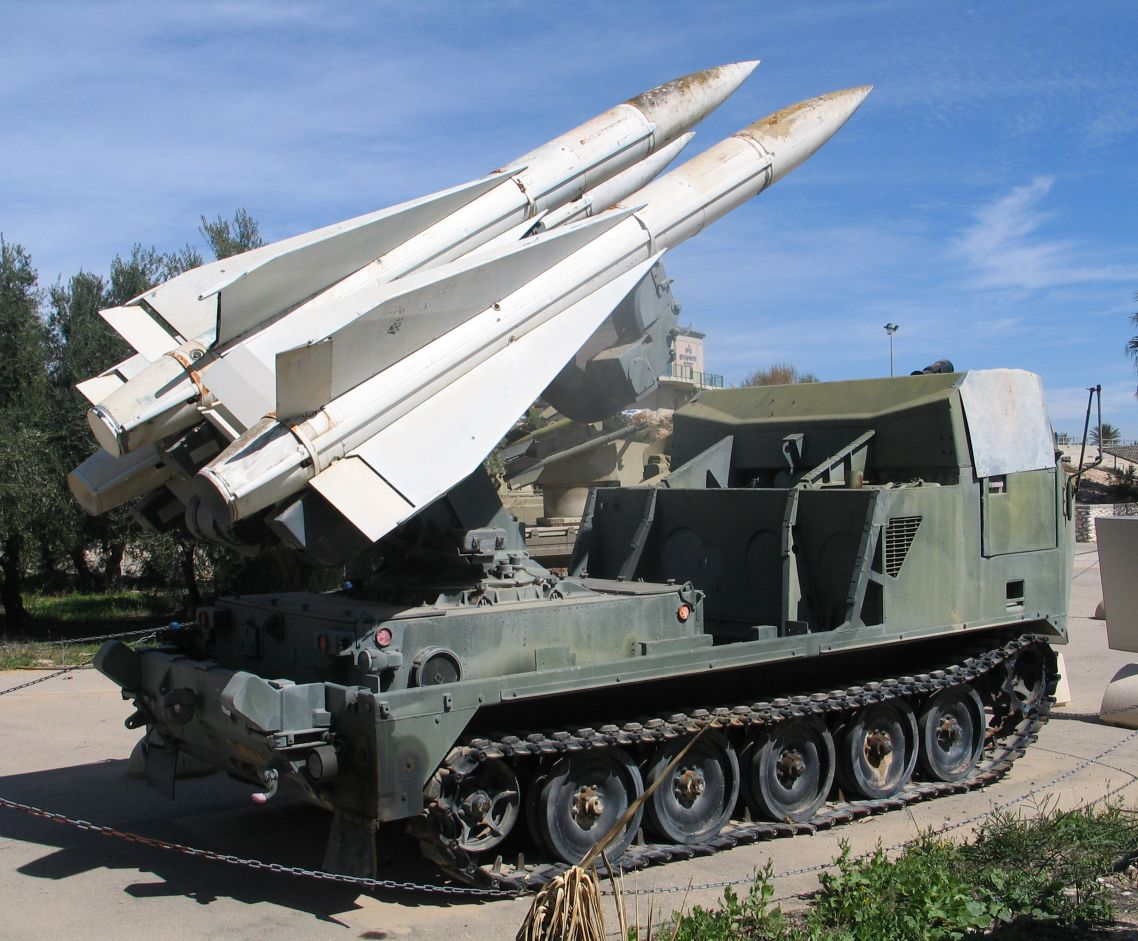
美國的MIM-23鷹式飛彈就採用半主動雷達導引

半主动雷达制导（Semi-active radar homing, 简称SARH），是採用雷達導引武器的一種方式，最常見的運用是在射程較遠的飛彈上面，其中又以對空和對艦這兩類飛彈使用半主動雷達導引最為普遍。

## 基本概念
半主動導引的方式是在武器上面裝置追蹤特定訊號的尋標頭，武器在發射出去之前會透過射控系統與訊號發射裝置取得協調，發射之後尋標頭會搜索目標反射回來的訊號，在比對這個訊號的特徵，方位以及頻率變化之後，透過修正姿態與航向的方式持續的追蹤目標的動向。
如果以半主動雷達導引空對空飛彈為例子來解釋的話，在飛彈的鼻端有一具雷達接收天線，這個天線會去追蹤目標反射回來的訊號，而這個訊號的發射是由發射的飛機的雷達所負責的。在飛彈發射之後，尋標頭會跟隨反射的雷達訊號，經過精算之後修正飛彈的航向與姿態，以求在飛彈失去足夠的能量前可以接近目標並且引爆。
由雷達發射出去的訊號一般稱作照明波束，專門擔任這個任務的雷達稱作照明雷達，多功能雷達當中提供這種功能的模式一般稱為照明模式。

## 優點
比起乘波導引，半主動雷達導引的波束寬度可以較高，標定目標的載具比較容易將目標維持在發射的波束當中。
比起指揮導引，半主動雷達導引不需要兩具雷達分別追蹤目標和飛彈，系統佔據的空間比較小。
與上述兩種導引方式相比較，當距離目標愈近的時候，半主動導引接受到的訊號愈強，愈不容易丟失目標。
比起主動雷達導引，半主動的成本較低，同時雷達發射系統是放在飛機上面，相對來說維修與保養都比較容易。

## 缺點
半主動的最大缺點就是訊號幾乎不能中斷，反射訊號不能中斷的另一面的解釋就是發射訊號的雷達必須持續將目標放在雷達照明波束當中，尤其在空對空飛彈的使用上面，這表示發射訊號的飛機的運動受到很大的限制，如果進行大動作或者是目標採取激烈的迴避運動時，目標很可能離開照明波束而使導引失敗。
因為雷達需要持續提供訊號，在飛彈擊中目標前，同一具雷達一次只能指揮攻擊一個，或者是少數幾個非常接近的目標，再多目標的環境下很容易會發生系統無法應付的飽和狀態。因為雷達一次只能對付一個目標，照明模式在某些場合又被稱作單目標追蹤模式。
飛彈在發射之後必須跟隨反射波束調整姿態與航向，這樣一來飛彈無法採取使用能量最佳的飛行方式，以獲得最大的有效飛行距離。

## 改良方式
雖然半主動雷達導引有不少的缺點，但是相對較低的成本，以較新的技術加以改良，這種導引方式還是有他的魅力存在。
最常見的改良方式就是在飛彈上面加裝慣性導引裝置，讓飛彈在飛行的過程當中即使脫離照明波束也可以維持穩定的飛行。與此相配合的改良是提高飛彈尋標器無法接受到訊號的容忍的時間，傳統的設計上，當飛彈無法接受到訊號之後，很短的時間之內飛彈就會失去穩定的飛行能力並且啟動安全裝置自毀。提高容許時間之後，飛彈可以使用慣性導引提供的飛行資料繼續飛行而不會失去控制。
經過改良之後的半主動雷達導引飛彈能夠以使用能量最有效率的方式飛行，延伸有效射程。不需要雷達持續提供照明訊號，只要在快要接近目標前讓尋標器找到訊號，在同樣的時間裡面，雷達可以替多個目標，以分享的方式提供照明波束，提高同時攻擊的目標數目。

## 飛彈系統
空對空飛彈：
- AIM-4飛彈
- AIM-7麻雀飛彈
- R-27飛彈
- 超級530飛彈

地對空飛彈：
- MIM-23鷹式飛彈
- RIM-2飛彈
- RIM-7海麻雀飛彈
- RIM-8飛彈
- RIM-24飛彈
- RIM-66飛彈
- RIM-162飛彈
- SA-6飛彈
- SA-12飛彈
- SA-N-3飛彈
- 海鏢飛彈
- 天弓一型防空飛彈

反艦飛彈：
- 天使飛彈
- 雄風一型反艦飛彈
- 海鷹
- 海鶿鵠

反輻射飛彈：
- AGM-45百舌鳥反輻射飛彈
- GAM-67十字弓反輻射飛彈
- AGM-78標準反輻射飛彈
- AGM-88高速反輻射飛彈
- AGM-122佩劍反輻射飛彈（英语：AGM-122）
- ALARM反輻射飛彈